# 26738 Lishizhen
26738 Lishizhen este un asteroid din centura principală de asteroizi.

## Descriere
26738 Lishizhen este un asteroid din centura principală de asteroizi. A fost descoperit pe 28 aprilie 2001 la Desert Beaver Observatory de William Kwong Yu Yeung. Asteroidul prezintă o orbită caracterizată de o semiaxă mare de 2,21 ua, o excentricitate de 0,17 și o înclinație de 7,1° în raport cu ecliptica.